# ネットワーク・オブ・レスリング
ネットワーク・オブ・レスリングは、かつて存在した日本のプロレス団体。略称はNOW（エヌ・オー・ダブリュー）。

## 歴史

### 第1次
1990年、メガネスーパーが設立したSWSは、これまでのプロレス団体には存在しなかった大相撲形式の『部屋別制度』という、画期的なシステムを導入した。しかし、マッチメイクや団体の運営方針に関して不信感や天龍派（レボリューション）と反天龍派（道場『檄』・パライストラ）との確執が発生し、派閥・主導権争いも浮き彫りとなって意見の食い違いや、見解の相違によりSWSが分裂・解散したことを受けて1992年、同団体でケンドー・ナガサキ・維新力浩司・鶴見五郎などが所属していた『道場・檄』と、ジョージ高野・高野俊二の高野兄弟、ドン荒川などが所属していた『パライストラ』の選手を中心に設立し、代表にナガサキが就任する。
1992年8月9日、後楽園ホールでプレ旗揚げ戦を開催。メインの試合終了後に上田馬之助が乱入し、メインの試合に出場していた高野俊二を急襲。大事なプレ旗揚げのメインを台無しにされたという理由により、俊二が上田との対戦を要望した。さらに俊二は上田が所持していた「WOW世界ヘビー級王座を掛けて試合をやってやるんだよ!」と発言するなどこの時の因縁から、上田と高野兄弟との抗争が旗揚げ戦以降の主軸になると思われた。しかし、10月26日の正式な旗揚げ戦を前にして高野兄弟が離脱（後にPWCを設立）。この高野兄弟のNOW離脱により、抗争の主軸になると思われた高野兄弟と上田の対戦が消滅してしまい、旗揚げの時点から苦境に立たされてしまう。その後、若手の維新力浩司をエースとして、上田馬之助・栗栖正伸・タイガー・ジェット・シンらとの抗争をメインに興行を開催。しかし、それでも団体経営は順調に行かなかった。
1993年1月、所属選手の直井敏光が福井県の興行先からリング輸送中に交通事故死するという苦境が続き、やがて活動停止となってしまった。NOWが伸び悩んだ要因として、当時の維新力浩司に思ったほどのネームバリューが無かった点、直井の追悼興行を契機にFMWとの業務提携を計画していたが、上田・鶴見五郎らの反対により実現しなかったこと、またナガサキが従来の『日本全国を巡業する方式』であるプロレス興行にこだわっていたこともあり、結局観客動員の方が芳しく無かったために、収益よりも出費の方が大きくなってしまった点も影響している。

### 第2次
その後、登坂栄児が代表に就任し、登坂を始めとする一部の選手やスタッフで、1994年1月に第2次NOWとして活動再開するも長続きはせず、10月27日の八王子マルチパーパスプラザ大会を最後に解散。その後、ナガサキはWARの営業部長であった小鹿信也と共に大日本プロレスを設立。所属選手の谷口裕一と代表の登坂は大日本、山川征二などは東京プロレスに移籍した。同じくSWSから分かれたWARには天龍源一郎という一枚看板のプロレスラーがいたことに比べ、NOWは本来ならメインを張るべきであった高野兄弟が離脱した後に、いずれの時期も代わりになる看板選手の不在が早期解散の要因となった。

## 所属選手
☆はSWS在籍時「道場・檄」所属、★は「パライストラ」所属、□は練習生、無印はSWS在籍経験なし。
第1次
- ジョージ高野★ - 旗揚げ戦前に離脱
- 高野俊二（現：高野拳磁）★ - 旗揚げ戦前に離脱
- 鶴見五郎☆
- 新倉史弘（現：新倉史祐）★
- 大矢健一（現：大矢剛功）★
- 畠中浩（現：畠中浩旭）☆
- 維新力★
- 直井敏光□ - 在籍中に死去

第2次
- ケンドー・ナガサキ☆
- アポロ菅原☆
- 川畑輝（現：川畑輝鎮）☆
- 山川征二（現：山川竜司）
- 谷口裕一（たにぐちゆういち）
- 三宅綾 - W★ING崩壊後、フリーを経て入団

## レギュラー参戦選手
- 上田馬之助
- 栗栖正伸

## スタッフ

### レフェリー
- 川並政嗣
- 二宮慎逸郎

### リングアナウンサー
- プリティ長嶋（パンダ・リンク）

## 役員

### 代表取締役社長
第1次
- ケンドー・ナガサキ

第2次
- 登坂栄児

## 来日外国人選手
- タイガー・ジェット・シン
- タイガー・ジェット・シン・ジュニア
- ボビー・ダンカン・ジュニア
- ボブ・オートン・ジュニア
- ビッグ・ジョニー・ホーク
- スカル・フォン・クラッシュ
- マニー・フェルナンデス
- ビル・アーウィン
- スティービー・レイ
- ブッカー・T
- ロッド・プライス
- アレックス・ポートゥ
- ジャイアント・コーリア
- 安宰弘
- 南太嶺

## 関連書籍
- 著：小佐野景浩 日本スポーツ出版社『SWSの幻想と実像』1999年10月1日 ISBN 4-930943-24-8
- 著：竹内宏介 日本スポーツ出版社『プロレス虚泡団体の真実』1998年10月1日 ISBN 4-930943-12-4
- ベースボール・マガジン社『週刊プロレス 名鑑ロマン15年クロニカル』2004年2月1日 ISBN 4-583-61261-3